# Air Jordan (Fluggesellschaft)
Air Jordan (ab 1958 im Markenauftritt Air Jordan of the Holy Land; arabisch طيران الأردن, DMG Ṭayarān al-Urdunn) war eine jordanische Fluggesellschaft mit Sitz in Amman und Basis auf dem dortigen Flughafen Marka. Das Unternehmen hat seinen Betrieb im Jahr 1961 eingestellt.

## Geschichte
Air Jordan wurde im Juli 1950 von dem jordanischen Unternehmer H.E. Ismail Bilbeisi Pasha in Amman gegründet. Die Betriebsaufnahme erfolgte mit zwei im September 1950 erworbenen Airspeed Consul, die auf Linienflügen von Amman nach Beirut und Jerusalem zum Einsatz kamen. Kurz nach der Gründung entwickelte sich eine Zusammenarbeit mit der US-amerikanischen Transocean Air Lines, die anfangs eine Curtiss C-46 für die Gesellschaft im Wet-Lease betrieb und die jordanischen Besatzungen ausbildete. Mit Hilfe der US-amerikanischen Partnergesellschaft nahm das Unternehmen Anfang 1951 Linienflüge von Amman über Jerusalem nach Nikosia auf. Im Sommer 1952 eröffnete Air Jordan eine Verbindung zwischen Amman und Kairo, die Transocean Air Lines in ihrem Auftrag mit einer Douglas DC-3 beflog. Zu dieser Zeit umfasste das Liniennetz die Zielorte Beirut, Jerusalem, Kairo und Nikosia. Auf der Strecke nach Nikosia wurde Damaskus ab dem 1. November 1952 als zusätzlicher Zwischenstopp angeflogen. Gleichzeitig richtete das Unternehmen eine wöchentliche Verbindung von Amman über Bagdad, Kuwait und Dhahran nach Bahrain ein. Ab Mai 1954 vermarktete Air Jordan ihre Linienroute von Kairo über Amman nach Jerusalem als „The Holy Land Route“.
Neben dem Linienflugbetrieb führte Air Jordan ab 1952 auch Auftragsflüge für Mineralölunternehmen zur Erschließung von Ölfeldern in Libyen durch. Hierzu wurden zusätzliche Flugzeuge von Transocean Air Lines im Wet-Lease gemietet, die ebenso auf Haddsch-Flügen nach Dschidda sowie zur Beförderung von US-Militärpersonal zwischen Beirut und Jerusalem zum Einsatz kamen. Infolge der engen Kooperation erwarb Transocean Air Lines am 7. März 1952 eine 49%ige Beteiligung an der jordanischen Gesellschaft.
Am 1. November 1958 übernahm Air Jordan die am 23. August 1953 von BOAC eingerichtete Arab Airways (Jerusalem) Limited, deren Ursprung auf die im Januar 1946 in Amman gegründete Arab Airways zurückgeht. Die Gesellschaft firmierte nach dem Zusammenschluss im Außenauftritt unter dem Namen Air Jordan of the Holy Land. Zuvor waren im Sommer 1958 zwei Convair CV-240 in Dienst gestellt worden, von denen eine am 22. Januar 1959 abstürzte (siehe unten). Als Ersatz für das abgestürzte Flugzeug wurde eine weitere Convair CV-240 geleast.
Im Frühjahr 1959 umfasste das von Amman ausgehende Streckennetz die Zielorte Akaba, Bagdad, Beirut, Damaskus, Dhahran, Dschidda, Jerusalem, Kairo, Kuwait und Nikosia. Für den 12. Oktober 1959 hatte Air Jordan die Aufnahme eines wöchentlichen Liniendienstes von Amman über Jerusalem nach Rom geplant. Zum Einsatz kommen sollte eine Boeing 377 der Transocean Air Lines, die aber wegen der wirtschaftlich angespannten Situation der US-amerikanischen Partnergesellschaft nicht bereitgestellt werden konnte. Für die Linienstrecke nach Rom übernahm Air Jordan am 12. September 1960 eine Douglas DC-6 von American Airlines. Eine weitere DC-6 erhielt die Gesellschaft am 30. Dezember 1960.
Im Jahr 1961 beschloss die Regierung Jordaniens, die Betreiberzeugnisse der Air Jordan und der 1954 gegründeten Jordan International Airlines nicht zu verlängern, so dass beide Gesellschaften ihren Betrieb zum 13. September 1961 einstellen mussten. Parallel dazu wurde am 1. September 1961 mit der Jordan Airways eine neue Fluggesellschaft gegründet, an der neben Privatinvestoren auch der Staat Jordanien sowie die libanesische Middle East Airlines (MEA) beteiligt waren.

## Flotte
Air Jordan setzte im Lauf ihres Bestehens folgende Flugzeugtypen ein:
- Airspeed AS 65 Consul
- Convair CV-240
- Curtiss C-46
- De Havilland DH.89 Dragon Rapide
- De Havilland DH.104 Dove
- Douglas DC-3 (ehemalige C-47)
- Douglas DC-4
- Douglas DC-6
- ERCO 415 Aerocoupe
- Piper J-3 Cub

Im Frühjahr 1961 bestand die Flotte des Unternehmens aus einer Convair CV-240, einer Douglas DC-3, zwei Douglas DC-4, zwei Douglas DC-6 sowie zwei Kleinflugzeugen der Typen ERCO Aerocoupe und Piper Cub.

## Zwischenfälle
- Am 31. Oktober 1950 wurde eine Airspeed Consul (Kennzeichen TJ-ABA) nach einem Startunfall auf dem Flughafen Qalandia als Totalverlust abgeschrieben. Alle sechs Insassen überlebten den Zwischenfall.[2][20]

- Am 1. Mai 1953 musste eine De Havilland DH.89 Dragon Rapide (TJ-ABJ) nach einem Startunfall auf dem Flughafen Marka als Totalverlust abgeschrieben werden.[21]

- Im Oktober 1957 wurde eine Douglas DC-3 der Air Jordan in der Nähe von Akaba von einem israelischen Kampfflugzeug beschossen. Die Besatzung und die 14 Passagiere blieben unverletzt.[22]

- Am 22. Januar 1959 stürzte eine Convair CV-240 (JY-ACB) etwa 22 Kilometer vor dem Zielflughafen Amman-Marka in der Nähe von Wadi as-Sir ab. Beim Versuch unterhalb der Wolkendecke von Jerusalem nach Amman zu fliegen, war die Maschine mit einigen Bäumen kollidiert. Alle vier Besatzungsmitglieder und sechs der elf Passagiere kamen ums Leben.[23]